# P1 (München)

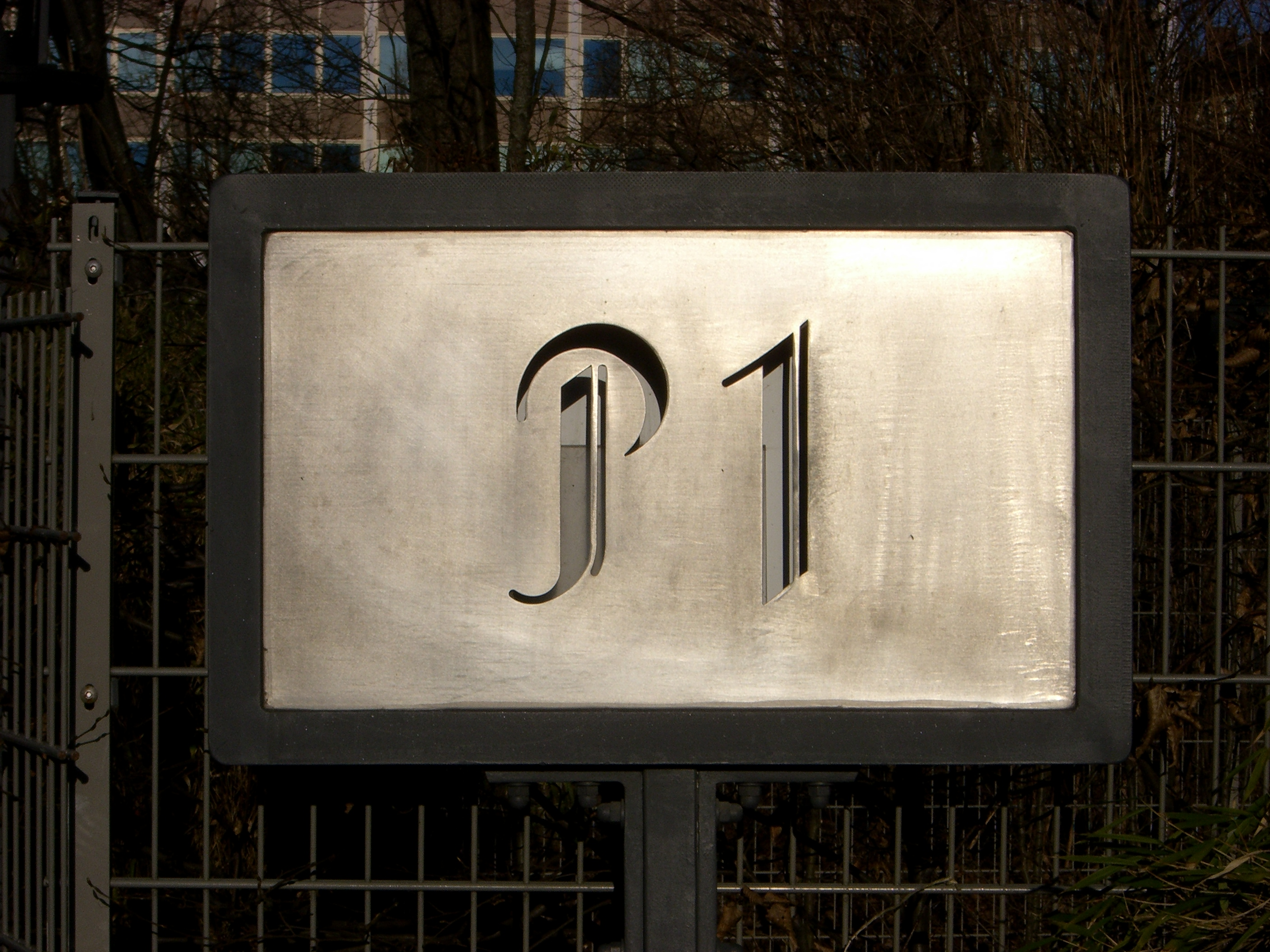
Eingangsschild

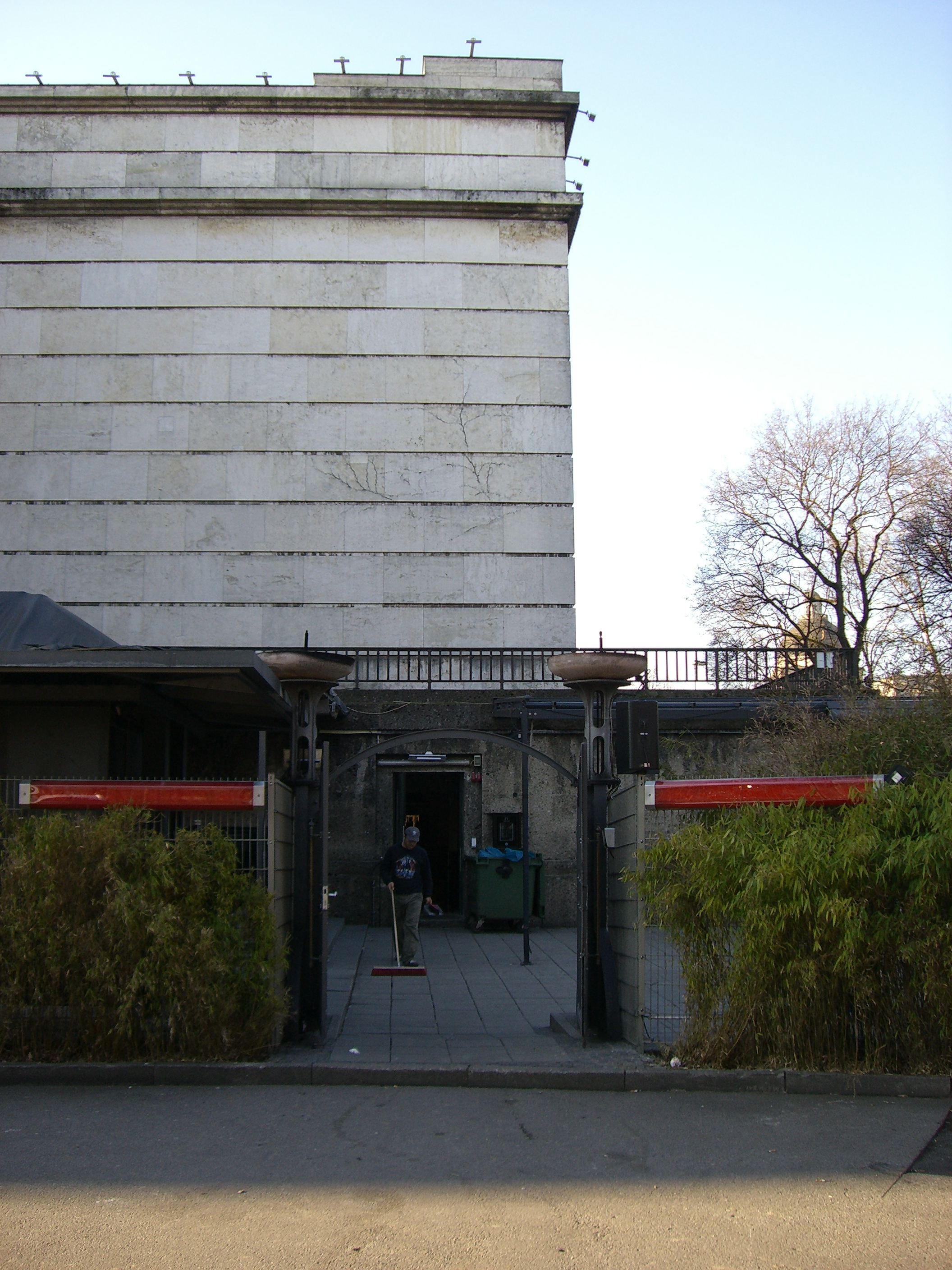
Der Eingang zum P1 (Foto: 2007)

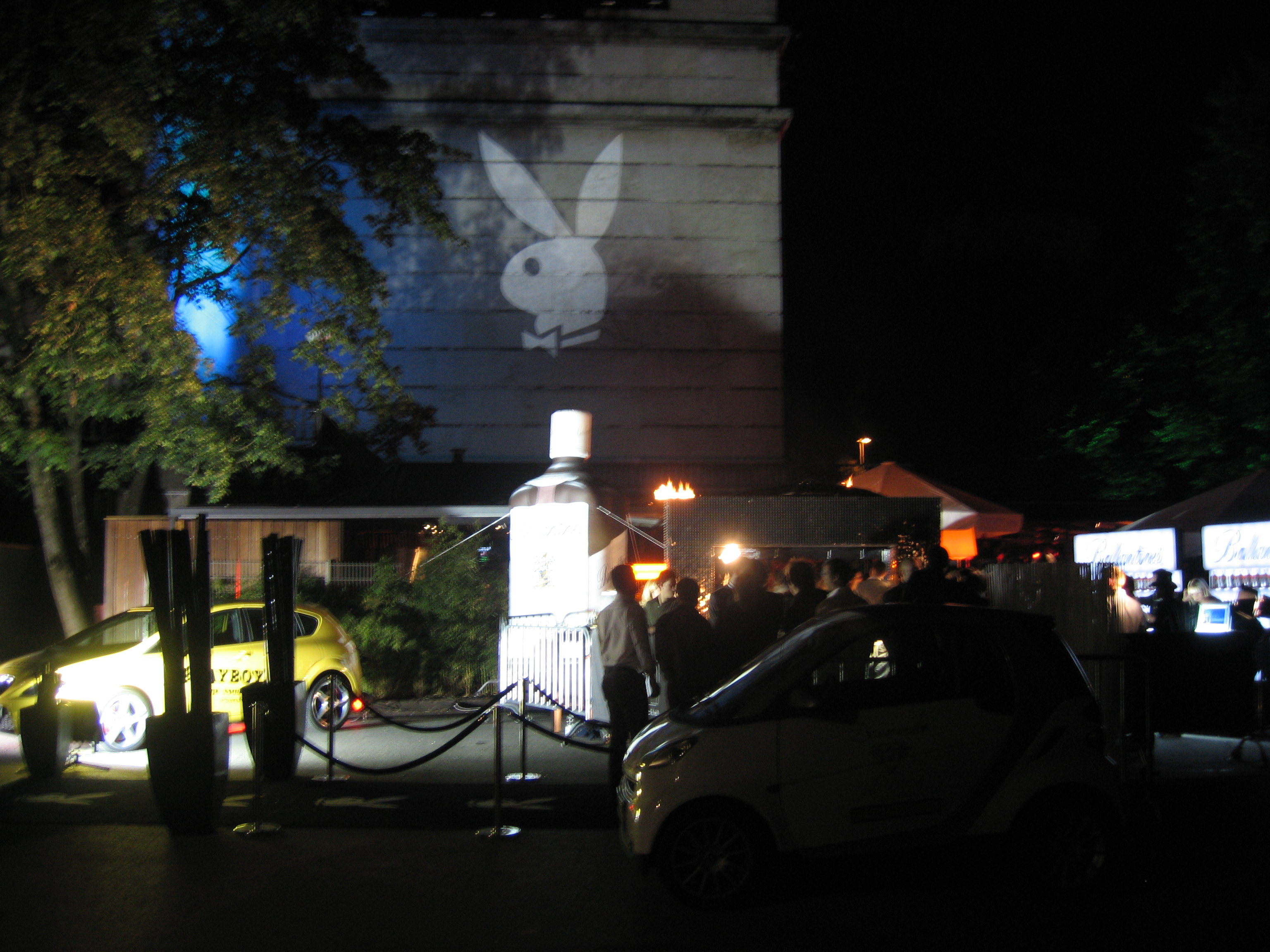
Eingang Playboy Clubtour 2007

Das P1 ist eine Diskothek im Münchner Stadtbezirk Altstadt-Lehel, die sich als Nobel- und Prominentendiskothek positioniert und Bekanntheit erlangte.

## Geschichte und Veranstaltungsort
Die US-amerikanischen Besatzungstruppen gründeten im Jahr 1949 im Ostflügel des Hauses der Kunst einen Offizierstreff. Da die Adresse Prinzregentenstraße 1 für sie nur schwer auszusprechen war, nannten sie den Stützpunkt bald „P-One“. Seit 1956 befand sich in der ehemaligen Offiziersmesse ein Restaurant unter wechselnden Besitzern. Unter anderem betrieb hier der griechische Wirt Alecco ab 1960 ein „fideles Atelierrestaurant“. Ab Ende der 1970er Jahre betrieb der Gastronom Stevie Neumayer in den Räumlichkeiten einen Club unter dem Namen P1. Anfang der 1980er Jahre wurde er von Hansi und Inge Grandl abgelöst, die das P1 als einen der ersten New-Wave-Clubs in Deutschland im Punk-Stil und in kühlem Neonlicht betrieben.

### Große Zeit des Clubs ab 1984
Michael Käfer erhielt das P1 am 20. März 1984 von seinem Vater Gerd Käfer als Geschenk zum 25. Geburtstag und ließ dieses ganz in Weiß streichen. In den folgenden Jahren erwarb die Diskothek unter den Veranstaltern Klaus Gunschmann, Norbert Schmitz und Roman Libbertz durch die Anwesenheit internationaler Promis, aufsehenerregende Mottopartys, Skandale und künstliche Angebotsverknappung durch autoritäre Türsteher deutschlandweite Bekanntheit. Zu den zahlreichen Prominenten, die das P1 während seiner Hoch-Zeit in den 1980er Jahren besuchten, gehörten unter anderem Tina Turner, Whitney Houston, Woody Allen, Robert De Niro, Rod Stewart, Helmut Berger, Die Toten Hosen, welche im P1 in eine Schlägerei verwickelt waren, und Mick Jagger, der Stammgast im P1 war, wenn er für Plattenaufnahmen in Giorgio Moroders Musicland Studios monatelang in München verweilte. Die damals als besonders hart geltende Tür erhielt diesen Ruf auch durch das Abweisen prominenter Gäste („Ihr kommt hier nicht rein“ – „Aber wir sind doch die Scorpions“ – „Eben drum“). Nach dem Fall der Berliner Mauer im Jahr 1989 und dem damit einhergehenden Niedergang der Münchner Schickeria ging es mit dieser „großen Zeit des Clubs“ allmählich zu Ende.

### Entwicklung ab 1994
Im Jahr 1994 wollte das Haus der Kunst die Räume im Ostflügel des Gebäudes künftig als zusätzliche Ausstellungsfläche nutzen, so dass das P1 in die Räumlichkeiten eines ehemaligen Restaurants im Untergeschoss des Westflügels umziehen musste. In der neuen Location fehlten die hohe Decke und die Galerie des alten P1, dafür kam eine große Außenterrasse hinzu. In den 1990er-Jahren wuchs die Konkurrenz unter anderem durch Wolfgang Nöths neuen Kunstpark Ost im Osten Münchens mit mehr als 30 Diskotheken. Um sich zu behaupten, bot das P1 tägliche Öffnungszeiten und freien Eintritt, der allerdings durch hohe Getränkepreise wieder kompensiert wurde.
Im Jahr 2003 eröffnete das P1 nach Umbauten seine von Matteo Thun neu gestalteten Räume als P1 Lounge & Club. Wegen erneuter Umbauten zog das P1 im Jahr 2009 vorübergehend in die ehemaligen Theaterräumlichkeiten des Hauses der Kunst. Während dieser Zeit eröffnete am 20. Oktober 2009 im Westflügel des Hauses der Kunst die temporär befristete P1 Bar, welche einen klassischen Barbetrieb anbot. Nach einer umfassenden Renovierung wurde der Club Ende Oktober 2010 im Untergeschoss des Westflügels wiedereröffnet. Der Club wurde kleinteiliger und erhielt eine neue Musikanlage sowie Baumstämme über den Männer-Pissoirs. Insgesamt besteht das P1 seitdem aus dem 400 m² umfassenden Club, dem autarken, für bis zu 200 Personen ausgelegten Salon, sowie einer 600 m² großen, teils überdachten Terrasse. 
Im Jahr 2017 verkaufte Michael Käfer als Hauptanteilseigner des P1 seine Anteile an seinen Geschäftspartner Franz Rauch. Dieser übergab im Jahr 2013 die Geschäftsführung des Clubs an seinen Sohn Sebastian Goller.
Von Gästen wird das P1 auch „Einser“ (sprich: „Oanser“), der Salon auch „Stüberl“ genannt.

## Zitate
„Alles, was im alten P1 passierte, war vom Körper bestimmt, es fanden keine schöngeistigen Gespräche statt. Es ging nur ums Tanzen – und darum, schön zu sein und sexy. [...] Das heutige P1 ist nur noch eine Cocktailbar mit Tanzmöglichkeit – und Barkeepern, die schon deine Eltern bedient haben.“

„Ich war in Diskotheken in vielen Ländern, aber so wie hier war es nirgends: die hübschesten Mädchen, die besten Typen und jede Menge Prominenz. Wir, mein Milli-Vanilli-Partner Rob Pilatus und ich, wohnten quasi im P1, wir waren so eine Art Maskottchen und tanzten auf den Lautsprecherboxen. Im P1 haben wir geübt, berühmt zu sein, bevor wir es tatsächlich wurden.“

## Popkulturelle Rezeption
- In seinem Song Munich Girls auf dem 1985 veröffentlichten Album Falco 3 singt Falco über „Weiße Nächte im P1“, eine Anspielung auf den Drogenkonsum im Club.[7]